# Lancashire
Lancashire – hrabstwo administracyjne (niemetropolitalne), ceremonialne i historyczne w północno-zachodniej Anglii, w regionie North West England, położone nad Morzem Irlandzkim i zatoką Morecambe.
Hrabstwo administracyjne zajmuje powierzchnię 2903 km², a zamieszkane jest przez 1 198 798 osób (2016). Hrabstwo ceremonialne, które obejmuje dodatkowo dwie jednostki administracyjne typu unitary authority – Blackpool oraz Blackburn with Darwen, liczy 3075 km² powierzchni i 1 485 042 mieszkańców (2016). Historyczne granice hrabstwa (do 1974 roku) obejmowały większy obszar, w tym miasta Liverpool (obecnie w hrabstwie Merseyside) i Manchester (obecnie w hrabstwie Wielki Manchester) oraz półwysep Furness (obecnie w Kumbrii).
Dwa miasta na terenie Lancashire posiadają status city – Preston, będące ośrodkiem administracyjnym hrabstwa, oraz Lancaster, jego historyczna stolica. Największe miasta na terenie hrabstwa to Blackpool, Blackburn, Preston oraz Burnley.
Zachodnia, nadmorska część hrabstwa jest nizinna, zaś wschodnią zajmują wyżyny, m.in. Forest of Bowland oraz zachodni skraj Gór Pennińskich.
Na północy Lancashire graniczy z Kumbrią, na wschodzie z hrabstwem North Yorkshire, na południowym wschodzie z West Yorkshire, na południu z Wielkim Manchesterem a na południowym zachodzie z Merseyside.

## Podział administracyjny
W skład hrabstwa wchodzi dwanaście dystryktów. Jako hrabstwo ceremonialne Lancashire obejmuje dodatkowo dwie jednolite jednostki administracyjne (unitary authority).
1. West Lancashire
2. Chorley
3. South Ribble
4. Fylde
5. Preston
6. Wyre
7. Lancaster
8. Ribble Valley
9. Pendle
10. Burnley
11. Rossendale
12. Hyndburn
13. Blackpool (unitary authority)
14. Blackburn with Darwen (unitary authority)